# Pearl (przedsiębiorstwo)
Pearl Musical Instrument Company (jap. パール楽器製造株式会社 Pāru Gakki Seizō Kabushiki Gaisha), znana jako Pearl – międzynarodowa korporacja z siedzibą w mieście Chiba w Japonii, produkująca instrumenty muzyczne. Powstała w 1946 roku z inicjatywy Katsumi Yanagisawy.

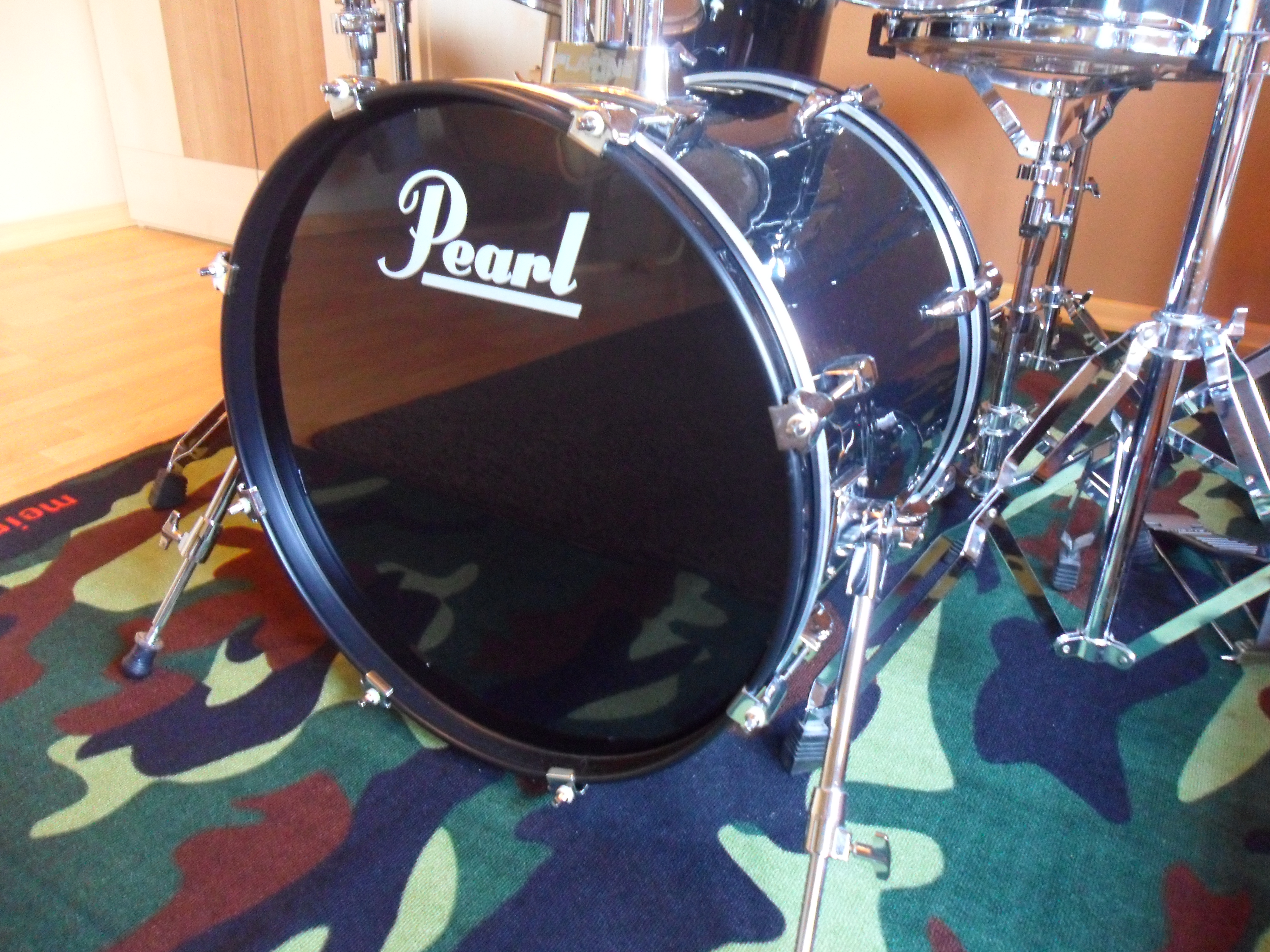
Bęben basowy firmy Pearl

Na instrumentach firmy Pearl grają m.in. tacy muzycy jak: Dennis Chambers, Daniel Erlandsson, Chad Smith, Ian Paice, Joey Jordison, Mike Mangini, George Kollias, Zbigniew Promiński, Ray Luzier oraz Tommy Lee.